# Félicien Cattier

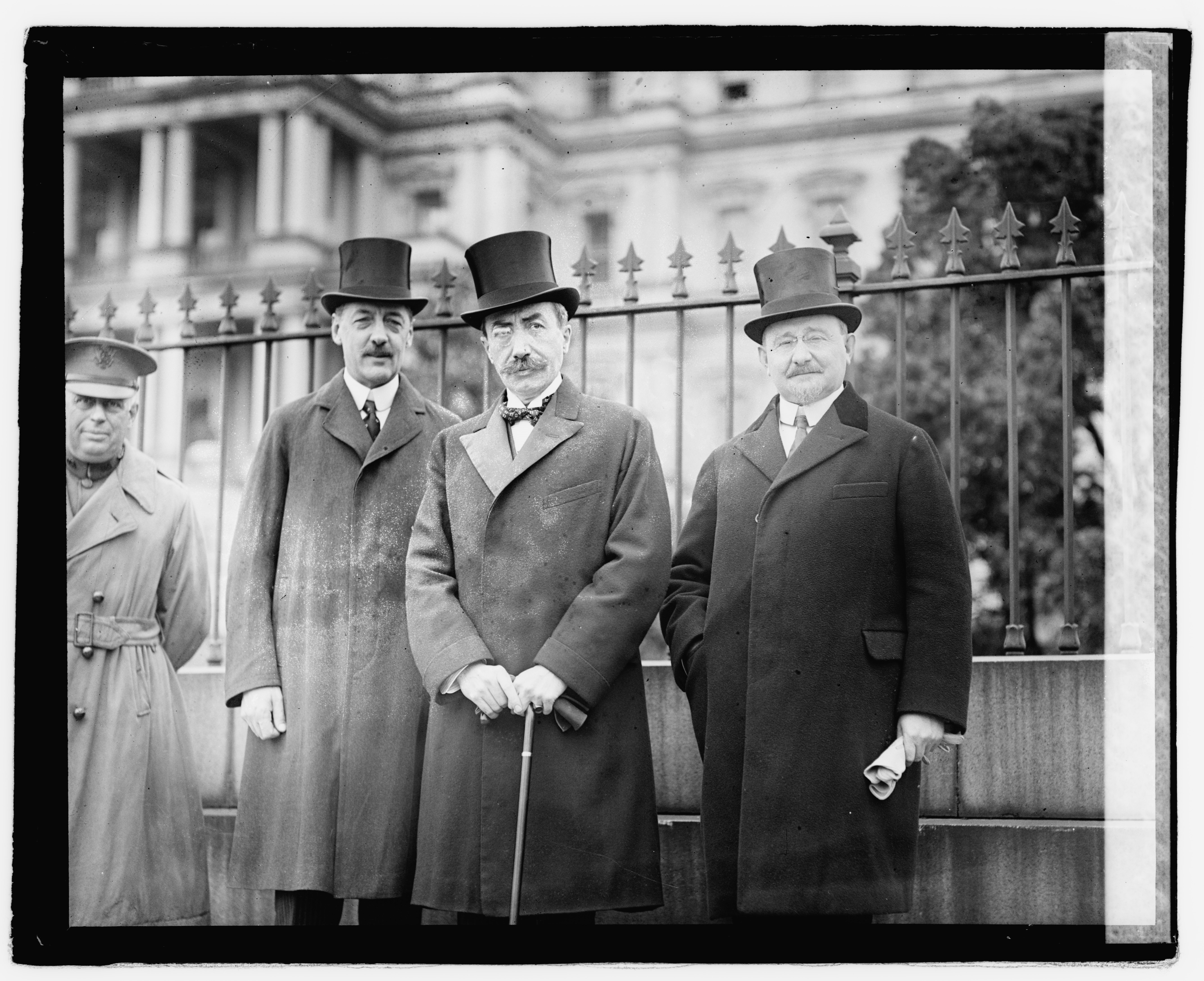
Cattier (rechts) in 1921 op de Conference on the Limitation of Armaments te Washington D.C., met Emile de Cartier de Marchienne (midden) en Emmanuel de Wouters d'Oplinter (links).

Félicien Cattier (Cuesmes, 4 maart 1869 – Funchal, 4 maart 1946) was een prominent Belgisch bankier, financier en filantroop. Hij was professor rechten aan de ULB, gouverneur van de Société Générale de Belgique en voorzitter van de Union minière du-Haut-Katanga, naast vele andere bedrijfsmandaten.
Hij werkte zich op tot de haute finance en stond op goede voet met machtige figuren als koning Albert I, Emile Francqui, Adolphe Stoclet, Paul Errera, Emile Vandervelde, VS president Herbert Hoover en Henri Jaspar.
Vóór hij zich onder invloed van Albert Thys in de bedrijfswereld begaf, uitte Cattier publiek zijn afschuw over de Congolese mensenzoo op de wereldtentoonstelling van 1897 en over de wantoestanden in de Kongo-Vrijstaat. Zijn Étude sur la situation de l'État Indépendant du Congo (1906) was mee de aanzet voor de annexatie van Congo door de Belgische staat in 1908. In het boek nam hij geen blad voor de mond over de verantwoordelijkheid van Leopold II. Volgens Cattier was elke gebeurtenis in Congo te herleiden tot de vorst-soeverein, daar in de Congostaat een absolutisme heerste dat elk historisch precedent in de schaduw stelde:

Geen enkele regeringsorganisatie heeft ooit zo compleet de absolute regeringsvorm verwezenlijkt als de Congostaat.
Nulle organisation gouvernementale ne réalisa jamais, aussi complètement que l'État du Congo, le type du Gouvernement absolu.
— Étude, p. 324

Dit nam niet weg dat hij in de finale analyse Congo eerder beschouwde als een ontketend grootkapitaal dan als een echte staat:

De klaarste en meest onweerlegbare waarheid die uit dit werk naar voren komt, is dat de Congostaat helemaal geen koloniserende staat is, dat het nauwelijks een staat is: het is een financiële onderneming.
La vérité la plus claire et la plus incontestable qui ressort de l'ensemble de ce travail est que l'État du Congo n'est point un État colonisateur, que c'est à peine un État : c'est une entreprise financière.
— Étude, p. 341

## Eerbetoon
Een Congolese plaats was naar Cattier genoemd, het huidige Lufu-Toto. Ook het erts cattieriet en een conferentieruimte van de ULB dragen zijn naam.

## Publicaties
- Evolution du droit pénal germanique en Hainaut jusqu'au XVe siècle, 1893
- Premier registre aux plaids de la cour féodale du comté de Hainaut (1333 à 1405), 1893
- "L'État indépendant du Congo et les indigènes", in: Revue de Droit International et de Legislation Comparée, 1895
- Droit et administration de l'Etat Indépendant du Congo, 1898
- Étude sur la situation de l'État Indépendant du Congo, 1906